# 浅尾敦則
浅尾 敦則(あさお あつのり)は、日本の翻訳家、フリーライター。
国際基督教大学を卒業。ハリー・ポッター・シリーズで有名になった静山社から出たファンタジー小説『ビースト・クエスト』シリーズを手がける。
映画への関心も強く、『天国の門』の製作失敗についての本やコーエン兄弟についての本、ガス・ヴァン・サント監督が書いた小説の翻訳も手掛けた。
別冊宝島『このビデオを見ろ!』に、アメリカ文学と映画についてのエッセイ「ビデオで観る映画と戦後アメリカ文学」を載せた。

## 主な翻訳書
- 『ファイナル・カット - 『天国の門』製作の夢と悲惨』（スティーヴン・バック、筑摩書房、リュミエール叢書） 1993
- 『ピンク』（ガス・ヴァン・サント、アップリンク） 1998
- 『すべてはブラッドシンプルから始まった』（ロナルド・バーガン、アーティストハウス）  2000
- 『ピンプ アイスバーグ・スリムのストリート売春稼業』（アイスバーグ・スリム、DU BOOKS） 2017
- 「ビースト・クエスト」全19巻（アダム・ブレード、静山社ペガサス文庫） 2018 -

1. 『ビースト・クエスト 1 火龍フェルノ』（Ferno the Fire Dragon）
2. 『ビースト・クエスト 2 海竜セプロン』（Sepron the Sea Serpent）
3. 『ビースト・クエスト 3 山男アークタ』（Arcta the Mountain Giant）
4. 『ビースト・クエスト 4 馬人テーガス』（Tagus the Horse-Man）
5. 『ビースト・クエスト 5 雪獣ナヌーク』（Nanook the Snow Monster）
6. 『ビースト・クエスト 6 炎鳥エポス』（Epos the Flame Bird）
7. 『ビースト・クエスト 7 黄金の鎧 怪物イカゼファー』（Zepha the Monster Squid）
8. 『ビースト・クエスト 8 黄金の鎧 大猿クロウ』（Claw the Giant Monkey）
9. 『ビースト・クエスト 9 黄金の鎧 石魔女ソルトラ』（Soltra the Stone Charmer）
10. 『ビースト・クエスト10 黄金の鎧 蛇男ヴィペロ』（Vipero the Snake Man）
11. 『ビースト・クエスト11 黄金の鎧 巨大グモアラクニド』（Arachnid the King of Spiders）
12. 『ビースト・クエスト12 黄金の鎧 三頭ライオントリリオン』（Trillion the Three-Headed Lion）
13. 『ビースト・クエスト13 闇の王国 牛怪人トーゴー』（Torgor the Minotaur）
14. 『ビースト・クエスト14 闇の王国 魔馬スコール』（Skor the Winged Stallion）
15. 『ビースト・クエスト15 闇の王国 海獣ナーガ』（Narga the Sea Monster）
16. 『ビースト・クエスト16 闇の王国 ゴルゴン犬ケイモン』（Kaymon the Gorgon Hound）
17. 『ビースト・クエスト17 闇の王国 超マンモスタスク』（Tusk the Mighty Mammoth）
18. 『ビースト・クエスト18 闇の王国 サソリ男スティング』（Sting the Scorpion Man）
19. 『ビースト・クエスト19 双竜ベドラとクリモン』（Vedra and Krimon: Twin Beasts of Avantia）